# Brian Hallisay
Brian Hallisay (Washington, D.C., 31 de outubro de 1978),  é um ator estadunidense, conhecido por seus papéis como "Will Davis" nas telessérie Privileged, e "Kyle Parks" na telessérie The Client List. Brian atuou na série Revenge como Ben Hunter

## Biografia
Brian Hallisay nasceu em Washington, D.C., e formou-se na Universidade Cornell em 2000. Após a faculdade, e antes de se mudar para Los Angeles, trabalhou na Wall Street. Ele disse: "estava trabalhando como escravo, e realmente eu tinha um bom tempo com isso, entanto, cheguei a um ponto em que eu disse que sempre sonhei conhecer o mundo da atuação".

## Carreira
Brian Hallisay fez sua estreia na televisão em 2005, aparecendo na telessérie The Inside, da Fox, juntamente a Rachel Nichols e Adam Baldwin, e também na telessérie Strong Medicine, do Lifetime, juntamente a Patricia Richardson.
Na telessérie Privileged, do The CW, Brian Hallisay atuou como "Will Davis", um charmoso e rico bacharel de Palm Beach, que tem o prazer de saber que seus vizinhos contrataram uma bela tutora chamada "Megan Smith" (Joanna García).
Brian continuou a atuar em várias telesséries como Without a Trace e Cold Case. Desde então, conseguiu papéis em Bones, Medium, Bionic Woman e CSI: NY, juntamente a Gary Sinise.
Sua primeira estreia no cinema foi atuando como "Erik MacArthur" no filme Bottoms Up, que estrelou Paris Hilton e Jason Mewes. Brian atuou como namorado de Paris Hilton, uma socialite que ajuda Jason Mewes a salvar seu restaurante. Em 2011, Brian participou do elenco do filme Hostel, em que foi protagonista.
Em 2012, Brian Hallisay apareceu em dois episódios da telessérie Ringer, no canal The CW, e assinou acordo com a Lifetime para aparecer como "Kyle Parks" na telessérie The Client List.

## Vida pessoal
Em março de 2012, Brian Hallisay começou a namorar a atriz, cantora e compositora Jennifer Love Hewitt, da telessérie The Client List. Em junho de 2013, foi anunciado que Jennifer Love Hewitt e Brian Hallisay estavam comprometidos e esperando seu primeiro filho. Eles se casaram algum tempo depois em 2013, em 16 de novembro de 2013, antes do nascimento de sua filha, Autumn James Hallisay. Em janeiro de 2015, o casal anunciou que eles estão esperando seu segundo filho.

## Filmografia
| Ano  | Título           | Papel             | Notas                |
| ---- | ---------------- | ----------------- | -------------------- |
| 2006 | Bottoms Up       | Hayden Field      | Diretamente em vídeo |
| 2011 | Hostel: Part III | Scott             | Diretamente em vídeo |
| 2014 | Jessabelle       | Mark              |                      |
| 2014 | Sniper Americano | Capitão Gillespie |                      |

| Ano       | Título                     | Papel                    | Notas                                                                                          |
| --------- | -------------------------- | ------------------------ | ---------------------------------------------------------------------------------------------- |
| 2005      | The Inside                 | Jake Carrington          | Episódio: "Aidan"                                                                              |
| 2005      | Strong Medicine            | Dr. George Harmon        | Episódio: "Chief Complaints"                                                                   |
| 2006      | Without a Trace            | Alex Stark               | Episódio: "Win Today"                                                                          |
| 2006      | Cold Case                  | Jimmy Bruno              | Episódio: "Forever Blue"                                                                       |
| 2007      | CSI: NY                    | Emery Gable              | Episódio: "Heart of Glass"                                                                     |
| 2007      | Bones                      | Ben Michaelson           | Episódio: "The Glowing Bones in the Old Stone House"                                           |
| 2007      | Bionic Woman               | Dr. Mark Stevens         | Episódio: "Faceoff"                                                                            |
| 2008      | Medium                     | Sean Covey               | Episódio: "Lady Killer"                                                                        |
| 2008–09   | Privileged                 | Will Davis               | Elenco principal; 17 episódios                                                                 |
| 2009      | Eastwick                   | Morgan                   | Episódio: "Fleas and Casserole"                                                                |
| 2011      | Rizzoli & Isles            | Chris Dunbar             | Episódio: "My Own Worst Enemy"                                                                 |
| 2012      | Ringer                     | Pettibone, agente do FBI | 2 episódios                                                                                    |
| 2012–13   | The Client List            | Kyle Parks               | Recorrente, primeira temporada; elenco principal Segunda temporada; 22 episódios               |
| 2013      | Body of Proof              | Dr. Jeffrey Dante        | Episódio: "Lost Souls"                                                                         |
| 2014      | Mistresses                 | Ben Odell                | 4 episódios                                                                                    |
| 2014–2015 | Revenge                    | Ben Hunter               | Quarta temporada (recorrente; 7 episódios) Quarta temporada (personagem regular; 22 episódios) |
| 2018      | 9-1-1 (série de televisão) | Jason Bailey/Doug        | Episódio: "Merry Ex-Mas" (2ª temporada)                                                        |